# Лабидохром Чисумула
Лабидохромис Чисумула (лат. Labidochromis chisumulae) — аквариумная рыба из семейства цихловых.

## Место обитания
Существует только в районе острова Чисумулу.

## Внешний вид
Мальки и подростки - яркого перламутрово-белого цвета. Самки бело-серые иногда с голубоватым отливом. Самцы окрашены поинтересней. Тело и плавники белые с легким сиреневым оттенком. В предорбитальной зоне (от глаза до верхней губы) обычно размещается темная полоска. Колючки анального плавника тоже темные. Верх головы и спина темные. В передней части на теле отчетливо выделены темные вертикальные полосы. Естественно в моменты возбуждения (атаки на соперника, при ухаживаниях за самками), самцы окрашиваются особенно интенсивно.

## Содержание в аквариуме
В аквариуме желательно устраивать скалы, располагать лежащие на боку цветочные горшки, трубы. Оптимальная температура воды 25-27 градусов. Химический состав воды: рН: 7,8 - 8,6, жесткость 10-20.

## Средний размер
В аквариуме обычно достигают размера до 10 сантиметров.